# Jerônimo Monteiro
Jerônimo Monteiro là một đô thị thuộc bang Espírito Santo, Brasil. Đô thị này có diện tích 162,164 km², dân số năm 2007 là 10623 người, mật độ 65,51 người/km².